# Lokattens trappor

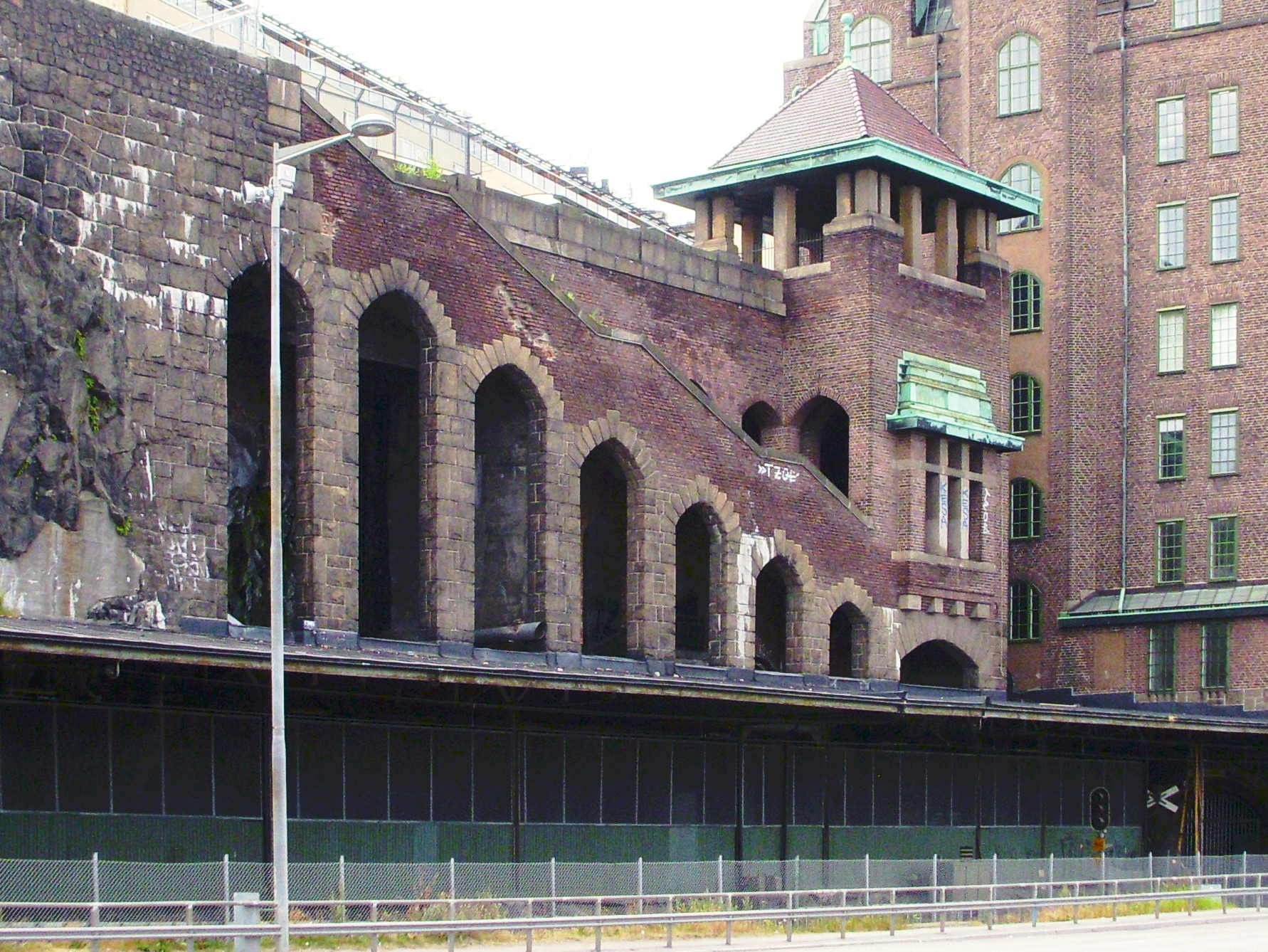
Lokattens trappor och utsiktspaviljongen, juli 2010.

Lokattens trappor (äldre namn Munkens trappor) är en offentlig trappa mellan Stadsgården och Katarinavägen på Södermalm i Stockholm. Nuvarande trappan färdigställdes 1914 samtidigt med Saltsjöbanans Stadsgårdens station, avstängdes sedan på 1970-talet och renoveras 2017–2021 för att åter kunna användas 2023 av allmänheten. Trappan och tillhörande utsiktspaviljongen är blåmärkta av Stadsmuseet i Stockholm, vilket innebär att de utgör "synnerligen höga kulturhistoriska värden".

## Historik
Samtidigt med Saltsjöbanans stationshus, idag känt som Sjömansinstitutets hus, skapades under åren 1912–1914 även en trappförbindelse mellan banans perrong och Katarinavägen som här har en höjdskillnad på ungefär 18 meter. Anläggningen (liksom stationshuset) ritades av arkitekten Axel Anderberg. Namnet "Lokattens trappor" härrör från krogen eller källaren Lokatten som efter 1600-talet låg nere vid Stadsgården. Redan då fanns trätrappor därifrån och uppför den höga branten till Stora Glasbruksgatan (Katarinavägens föregångare). En trappa syns på ungefär samma läge i Petrus Tillaeus karta från 1733 och kallas där Munkens trappor som anlades av P. Munck på 1600-talet.
Krogen Lokatten har besjungits av Carl-Michael Bellman, exempelvis i Fredmans epistel nr 11: Til Bröderne och Systrarna på Lokatten. På ett fotografi från 1906 syns trappan och Källaren Lokatten. I ett av fönstren står "Stora Bryggeriets Pilsner" och utanför lossas nyanlända ölbackar från hästvagn. Huset med Lokatten revs 1911 i samband med att nuvarande stationshuset med trapporna började byggas. Fastighetsbeteckning vid tiden för uppförandet av nuvarande trappor var Glasbruket nedra 8. Fastigheten bytte sedan namn  till Södermalm 7:6 och Tranbodarne 13 och heter idag (2018) Borgmästaren 13.

Historiska bilder
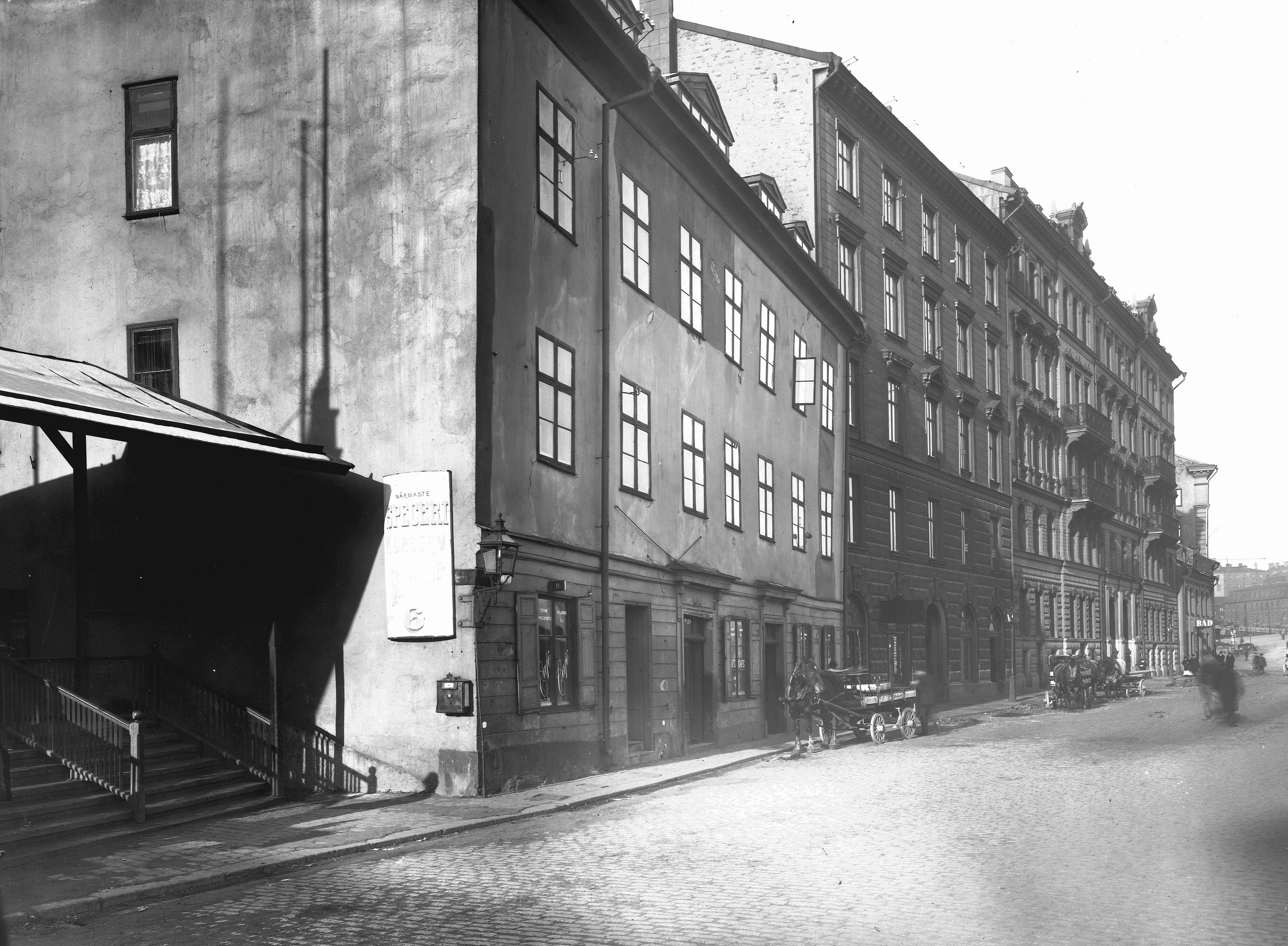
Källaren Lokatten 1906, t.v. syns gamla Lokattens trappor.
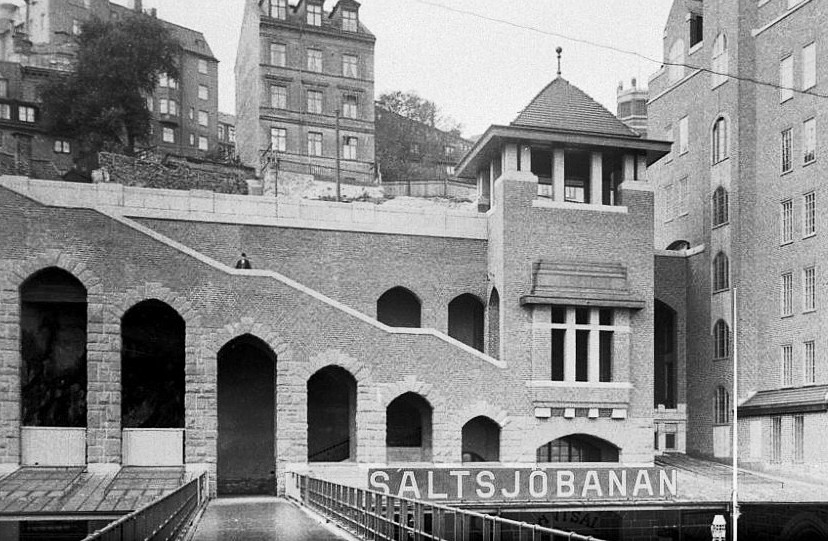
Trappan och paviljongen i nyskick 1914.
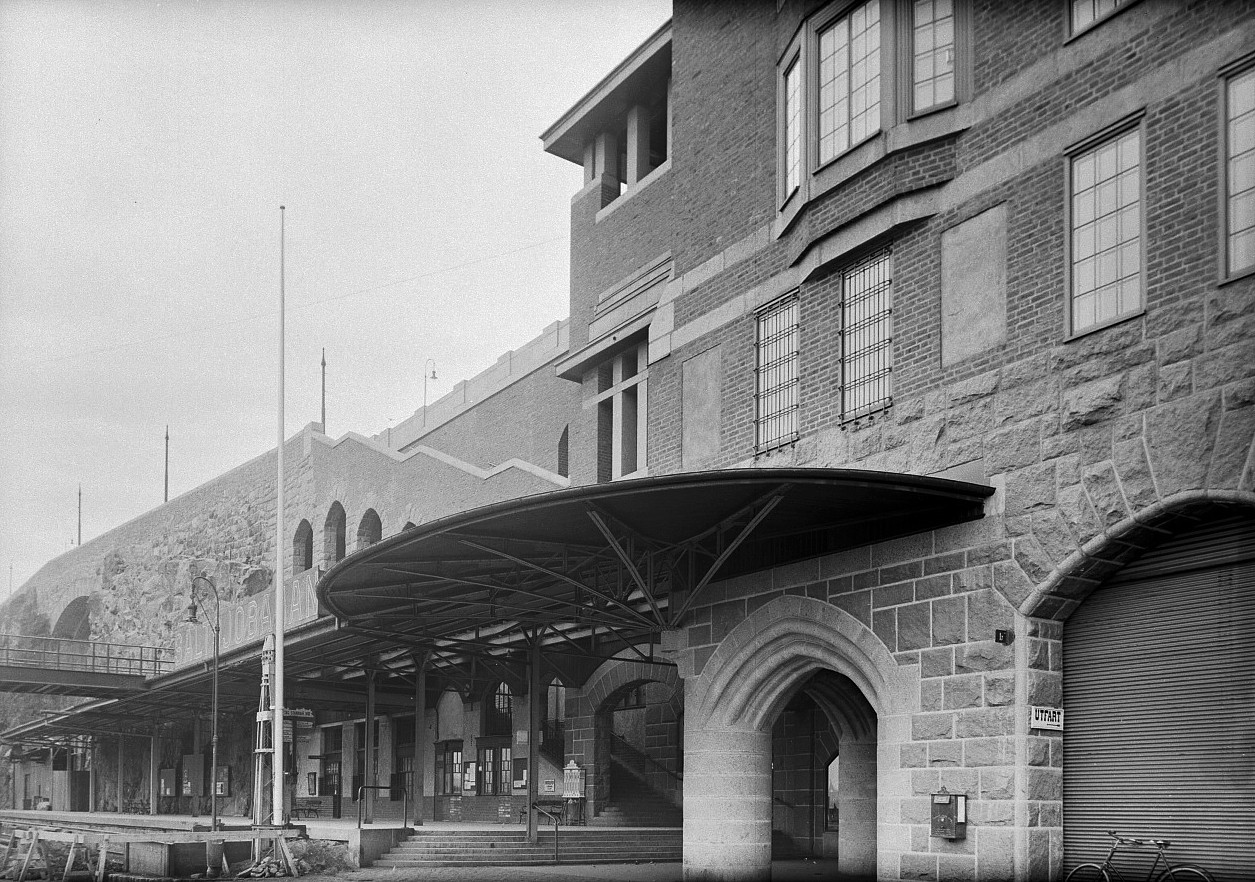
Perrongen med trapporna i bakgrunden 1914.
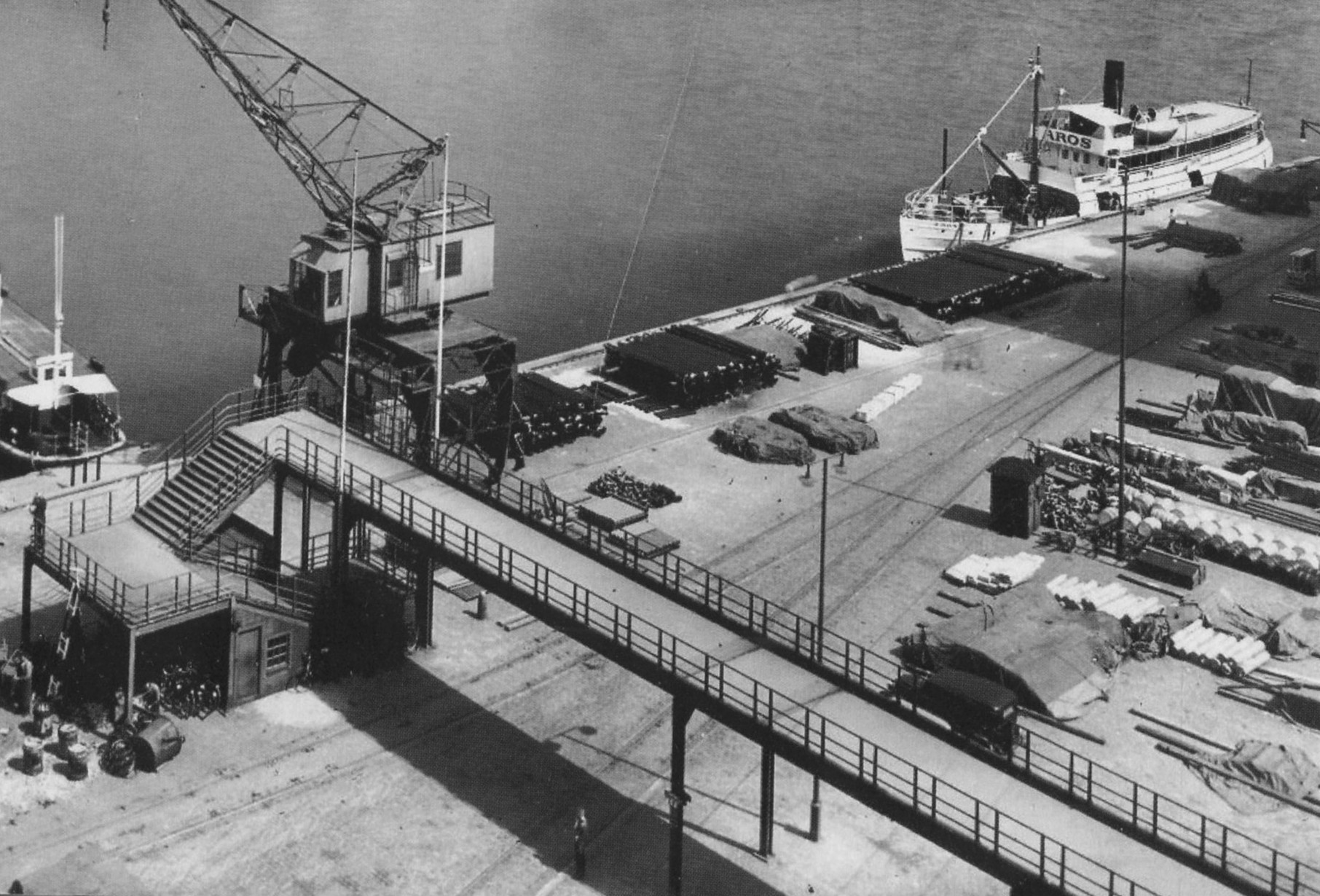
Gångbron över Stadsgårdens spårområde 1936.

## Byggnadsbeskrivning

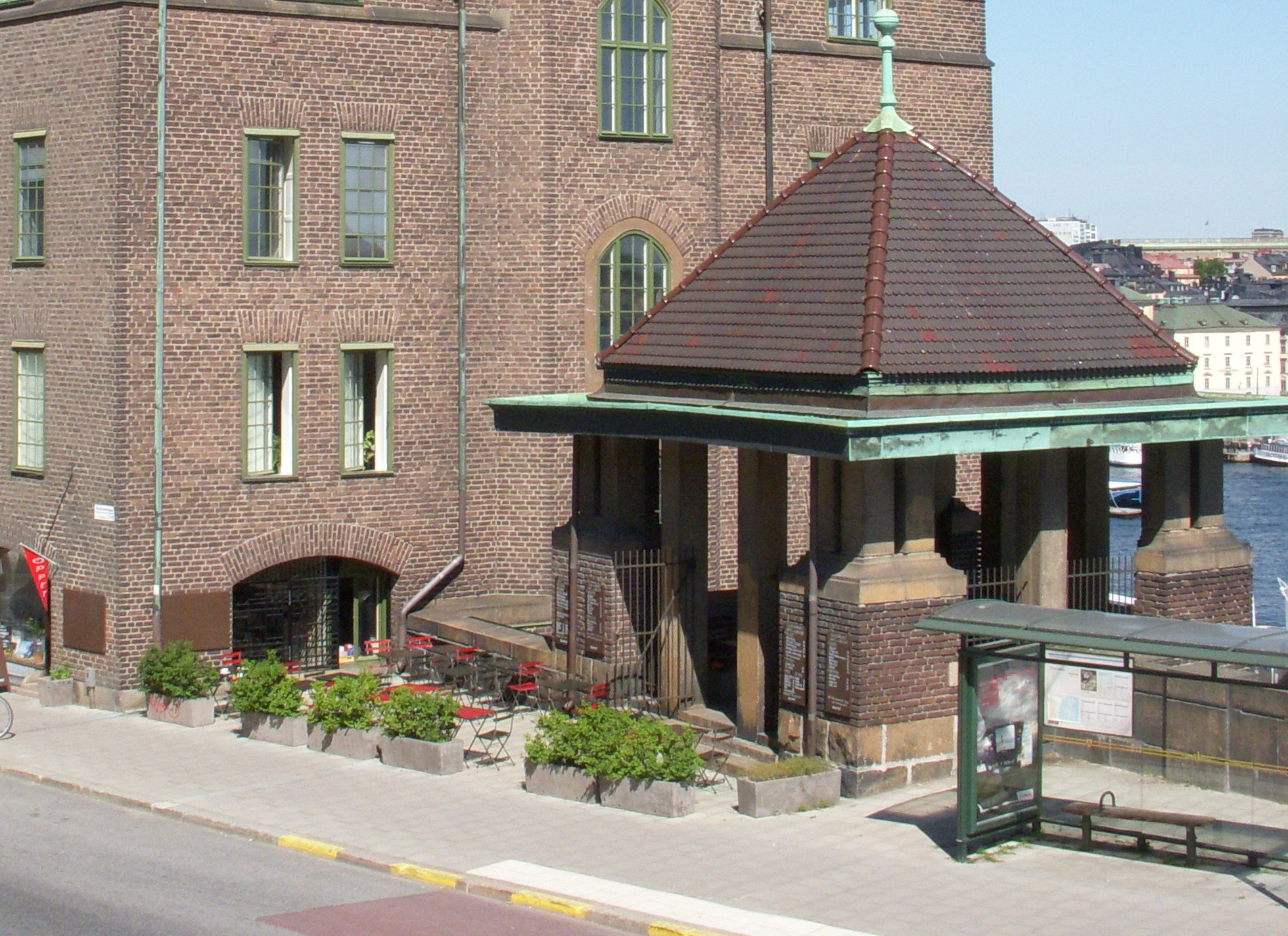
Utsiktspaviljongen i juni 2010.

Trappbyggnaden är omkring 20 meter hög, 39 meter lång och 17 meter bred. Själva trappan är uppdelad i tre trapplopp som delvis ligger under bar himmel. Trappan vilar på åtta valvbågar av tegel, granit och gjuten betong och är gestaltad i samma kraftfulla arkitektur i nationalromantisk stil som stationshuset i övrigt. Byggnaden är utvändigt klädd med brunbränt Helsingborgstegel i munkförband.
Söder om trapporna (under Katarinavägen) finns rum i tre våningar om sammanlagd 250 m² som ursprungligen nyttjades för stationens olika funktioner. På plan 1 fanns expedition, biljettförsäljning, rum för stinsen, tidningskiosk och bagageinlämning. På plan 2 (på nybyggnadsritningen angiven som ½ trappa upp) låg väntsal, damrum, wc och övre delen av bagageinlämning. Plan 3 omfattade övre del av väntsalen. Väntsalen hade höga burspråksliknande fönster ut mot Stadsgården. Från plan 2 fanns även utgången till en 58 meter lång gångbro som gick över SJ:s spårområde och fram till Stadsgårdskajen. Gångbron existerade till mitten av 1930-talet.
Insprängt i Katarinaberget fanns ett godsmagasin. Därifrån gick en svängd förbindelsegång genom berget till godsexpeditionen som var belägen på plan 1 i kontors- och bostadshuset. Hela trappanläggningen avslutades vid Katarinavägen med en lekfullt gestaltad utsiktspaviljong uppburen av granitkolonner och tegel under ett pyramidtak. Därifrån utgår Katarinavägens stenbalustrad som avslutas vid Söderbergs trappor. Balustraden byggdes av Stockholms stadsbyggnadskontor i en separat entreprenad medan trappbyggnaden utfördes av byggmästarna Hesselman & Bergström. Paviljongen används idag sommartid som uteservering för intilliggande restaurang.
Ritningarna från 1911 stämmer inte helt överens med utförandet, exempelvis saknas utsiktspaviljongen. De hörde till en överenskommelse mellan Stockholms stads drätselnämnd och Järnvägsaktiebolaget Stockholm-Saltsjön och är undertecknade av Herman Lamm för Stockholms stad och Mats Hedlund för Stockholm-Saltsjön. Troligen finns senare ritningar som dock inte kunde spåras i arkiven.

Originalritningar från 1911
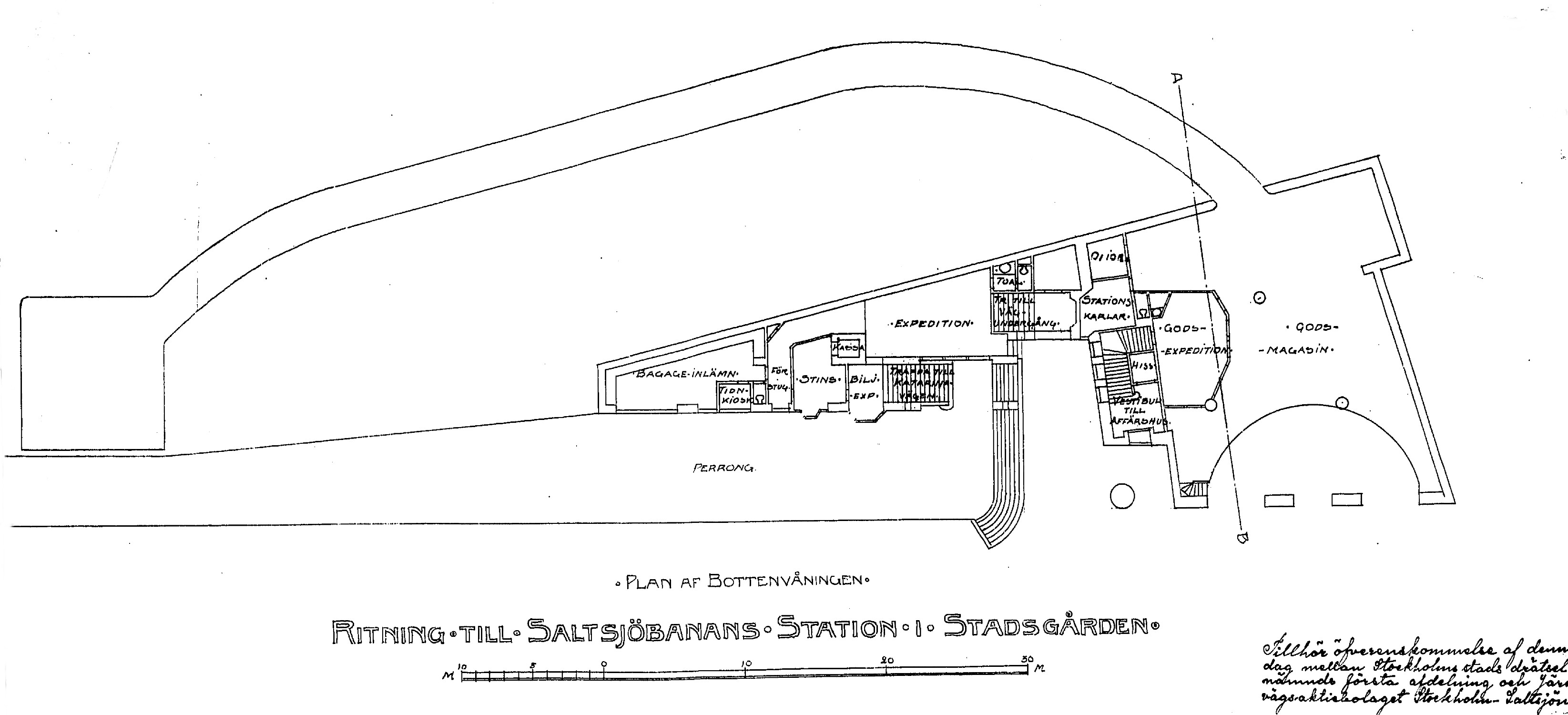
Bottenvåning med godsmagasin och förbindelsegång genom berget.
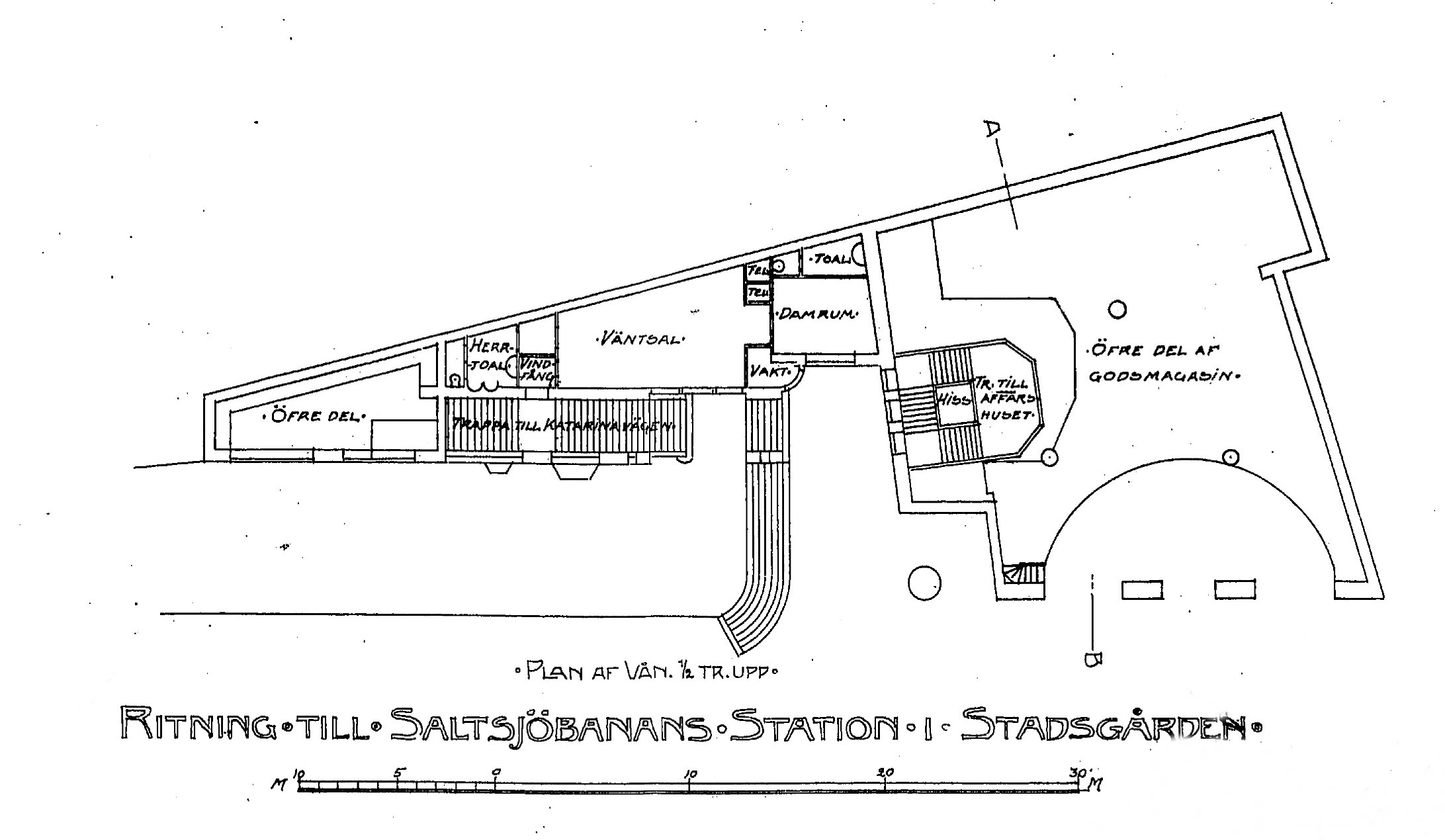
Perrongen, plan våning ½ trappa upp.
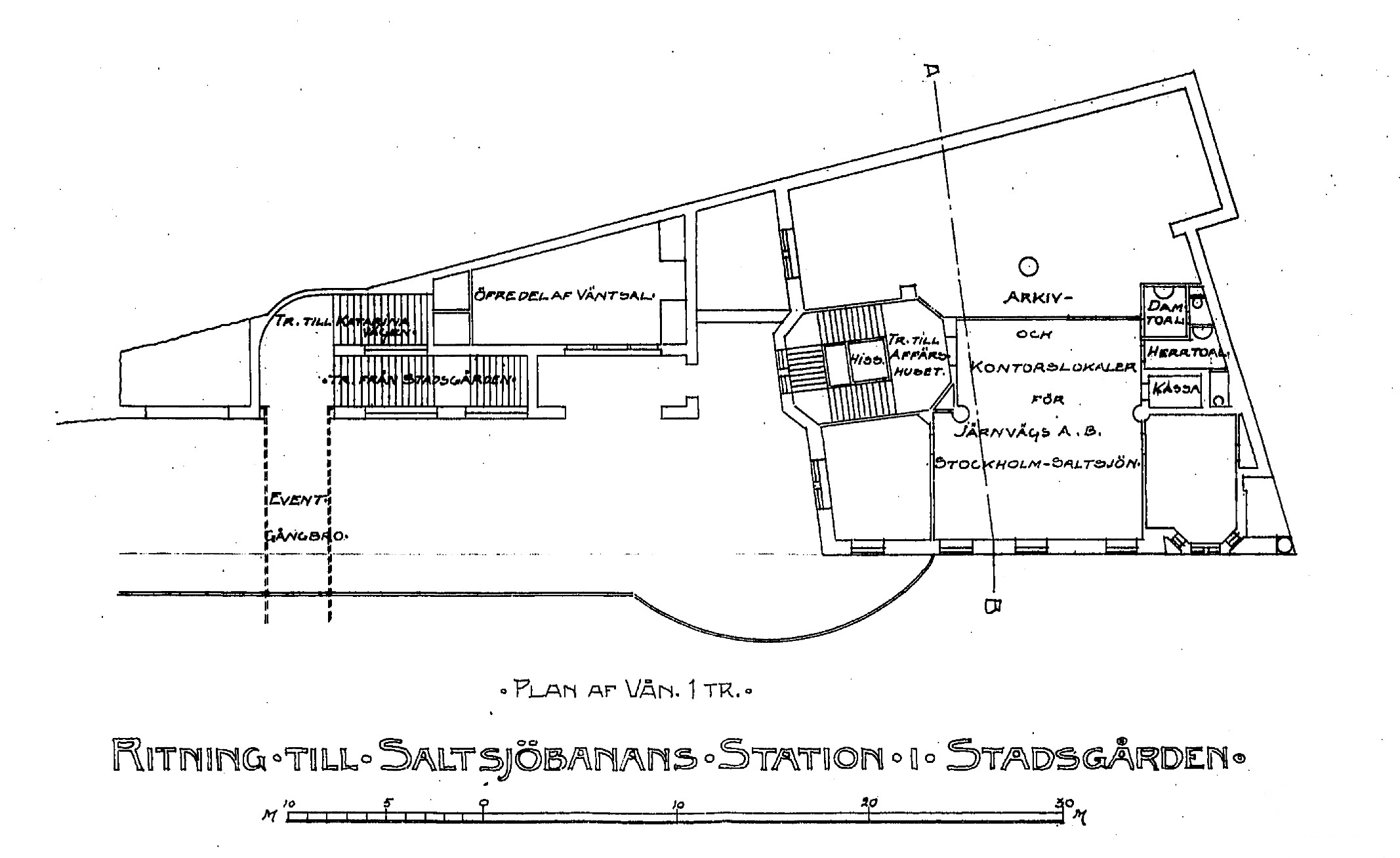
Plan våning 1 trappa upp med entrén till gångbron.
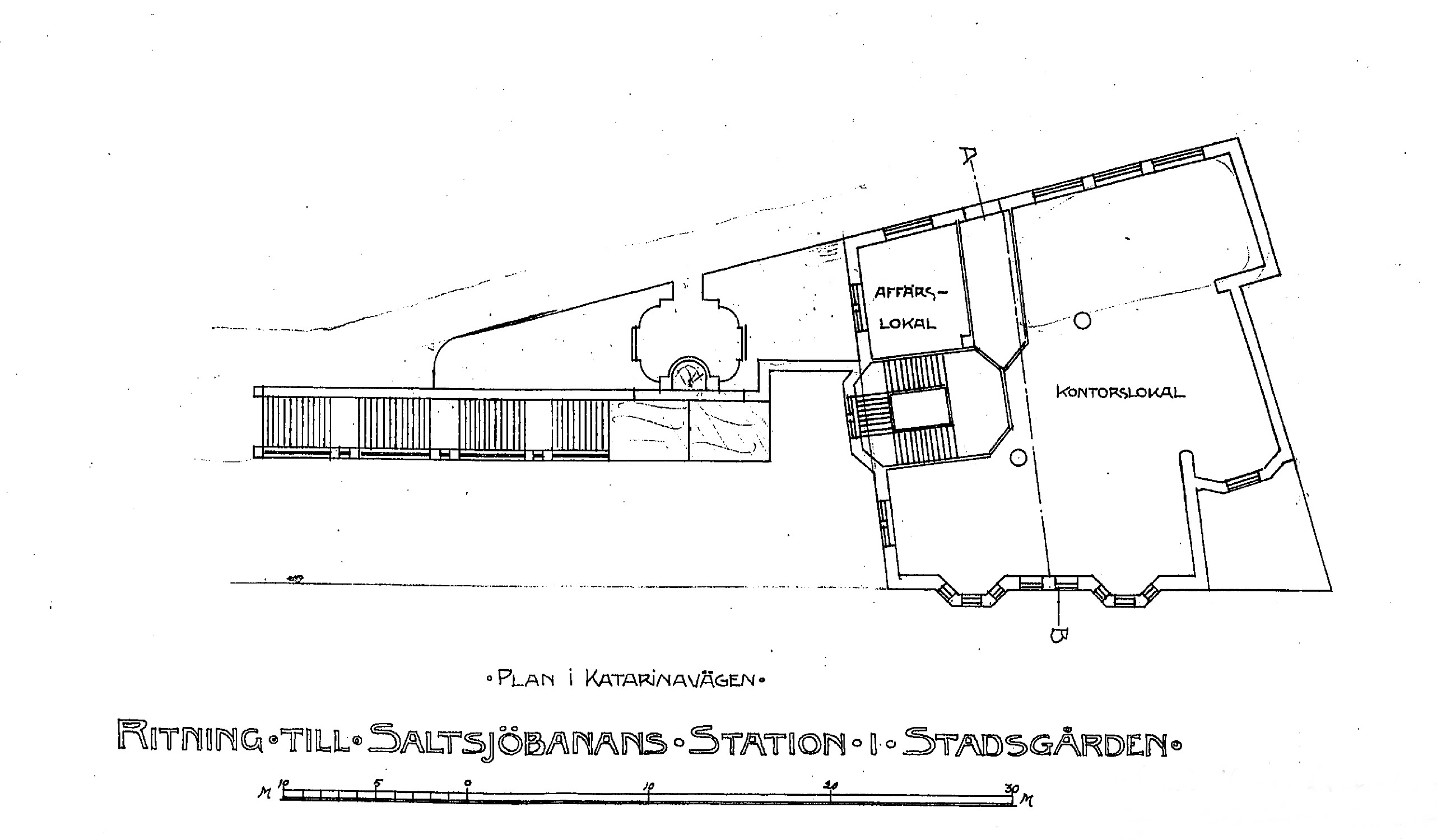
Plan i höjd med Katarinavägen.

## Ändrad användning
År 1936 flyttade Saltsjöbanans station lite längre västerut till Station Slussen och stationen vid Stadsgården stängdes för passagerare. Godsexpeditionen användes dock tills vidare. Hur trappbyggnaden nyttjades efter flytten är okänt. Nuvarande trapporna stängdes någon gång på 1970-talet på grund av byggnadstekniska säkerhetsrisker. Under åren 1989 till 2008 användes de gamla stationslokalerna vid trappan av Stockholms stadsmission för social verksamhet, vilket medförde stora förändringar av interiören. År 2008 förvärvade Stockholms kommun Lokattens trappor som förvaltas av stadens Exploateringskontor. Inför den planerade upprustningen beställde Exploateringskontoret en bebyggelsehistorisk inventering av Stadsmuseet i Stockholm som överlämnades i september 2015.

## Renovering
Lokattens trappor renoveras åren 2018 till 2021 och öppnas igen för allmänheten i ett senare skede. Renoveringen innebär att trappan mäts in exakt, stendetaljer plockas ner bit för bit, märks upp, repareras vid behov och sätts tillbaka. Även de gamla stationsutrymmena under Katarinavägen rustas upp och skall få någon form av publik användning. Utsiktspaviljongen är i relativt gott skick och kräver ingen totalsanering. I nischen mellan paviljongen och huvudbyggnaden planeras en ny publik hiss, klar senast 2023.[uppföljning saknas] Trappan och hissen kommer att underlätta gångtrafiken mellan Katarinavägen och Slussens nya bussterminal där några nya ingångar kommer att finnas nere vid Stadsgården. Upprustningen kostar runt 50 miljoner kronor.

Renoveringsarbeten, mars 2019
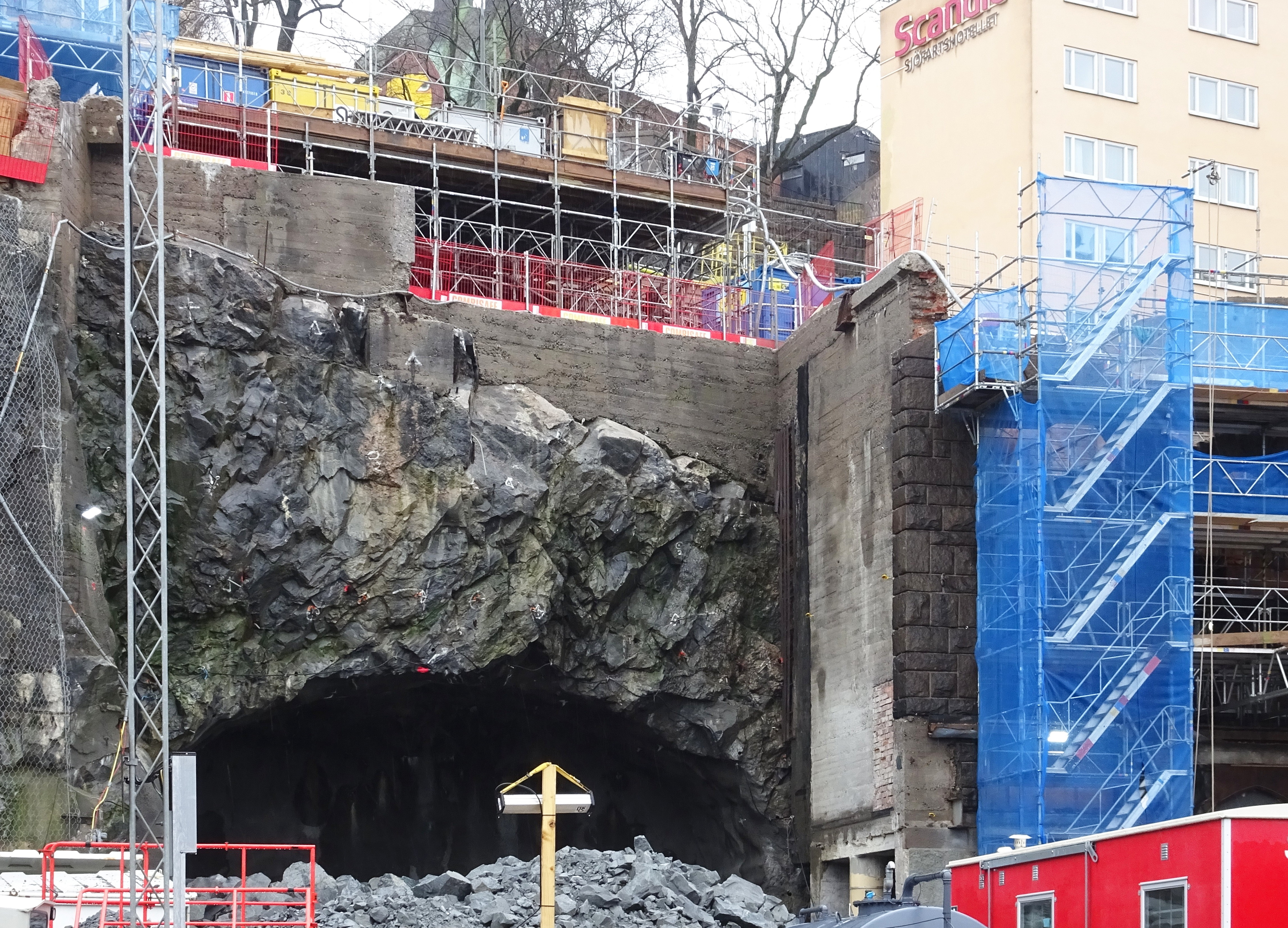
Bergrummet till f.d. godsmagasinet.
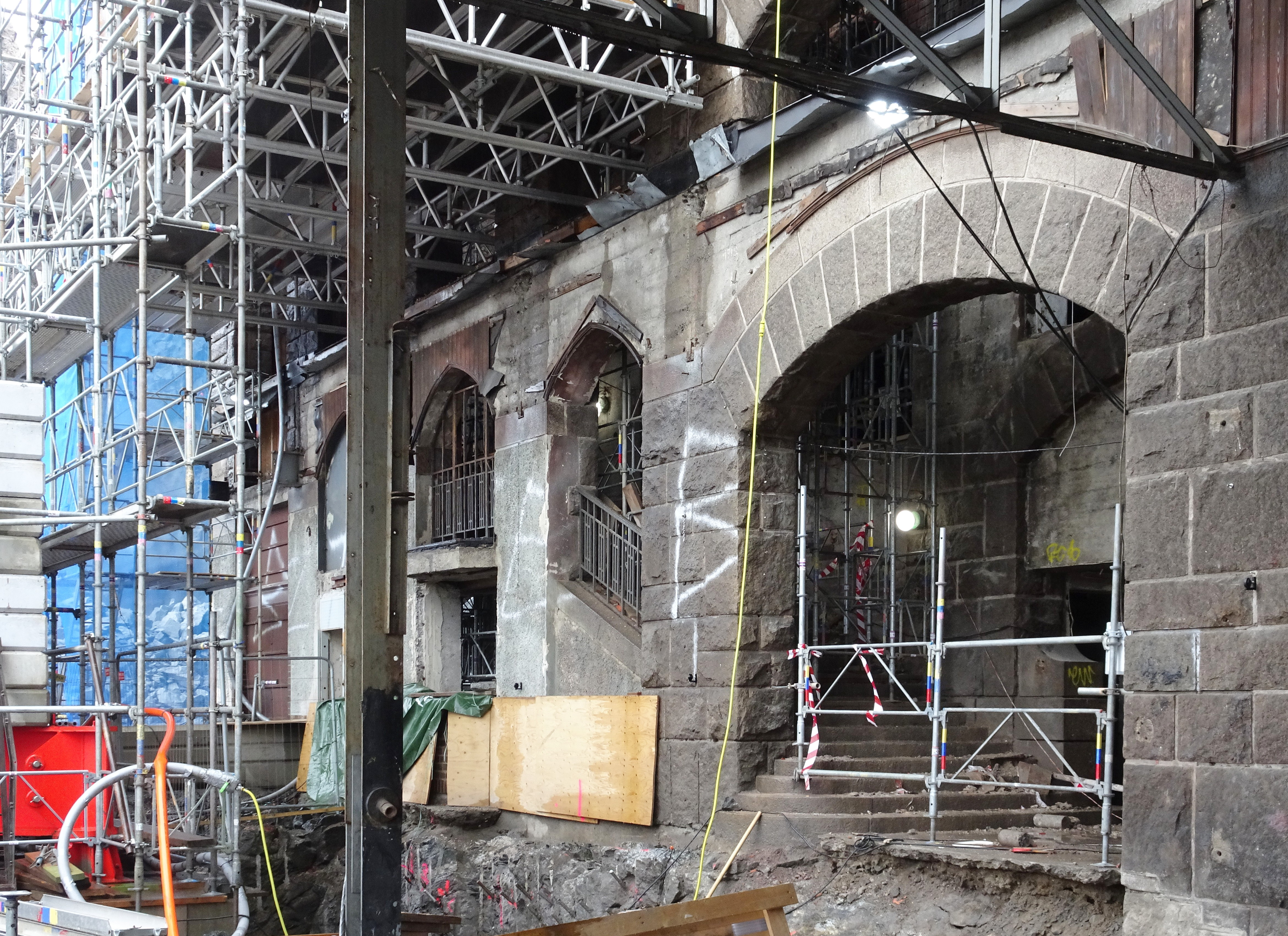
Entréer till f.d. perrongen.
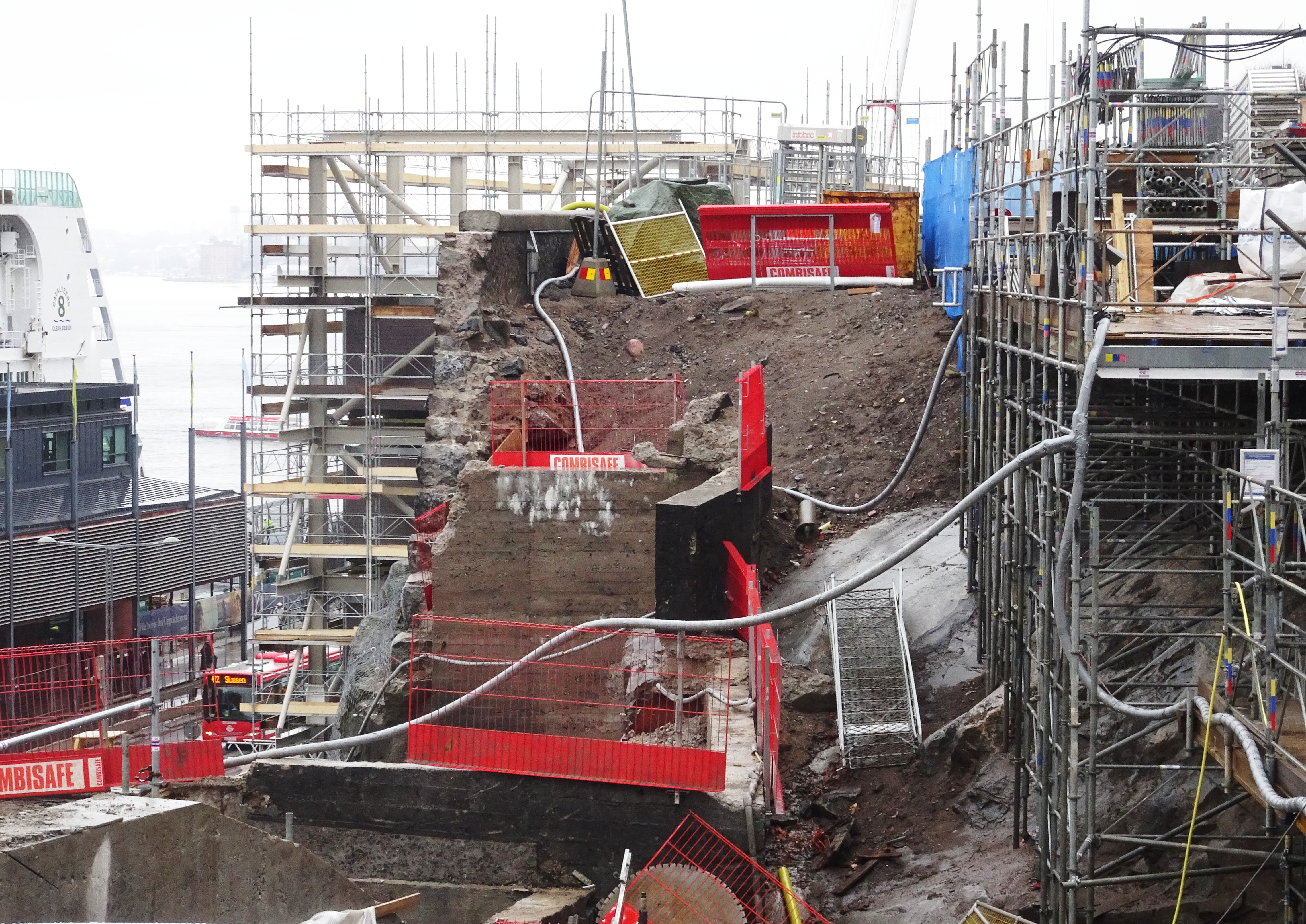
Trappans övre del har plockats ner.
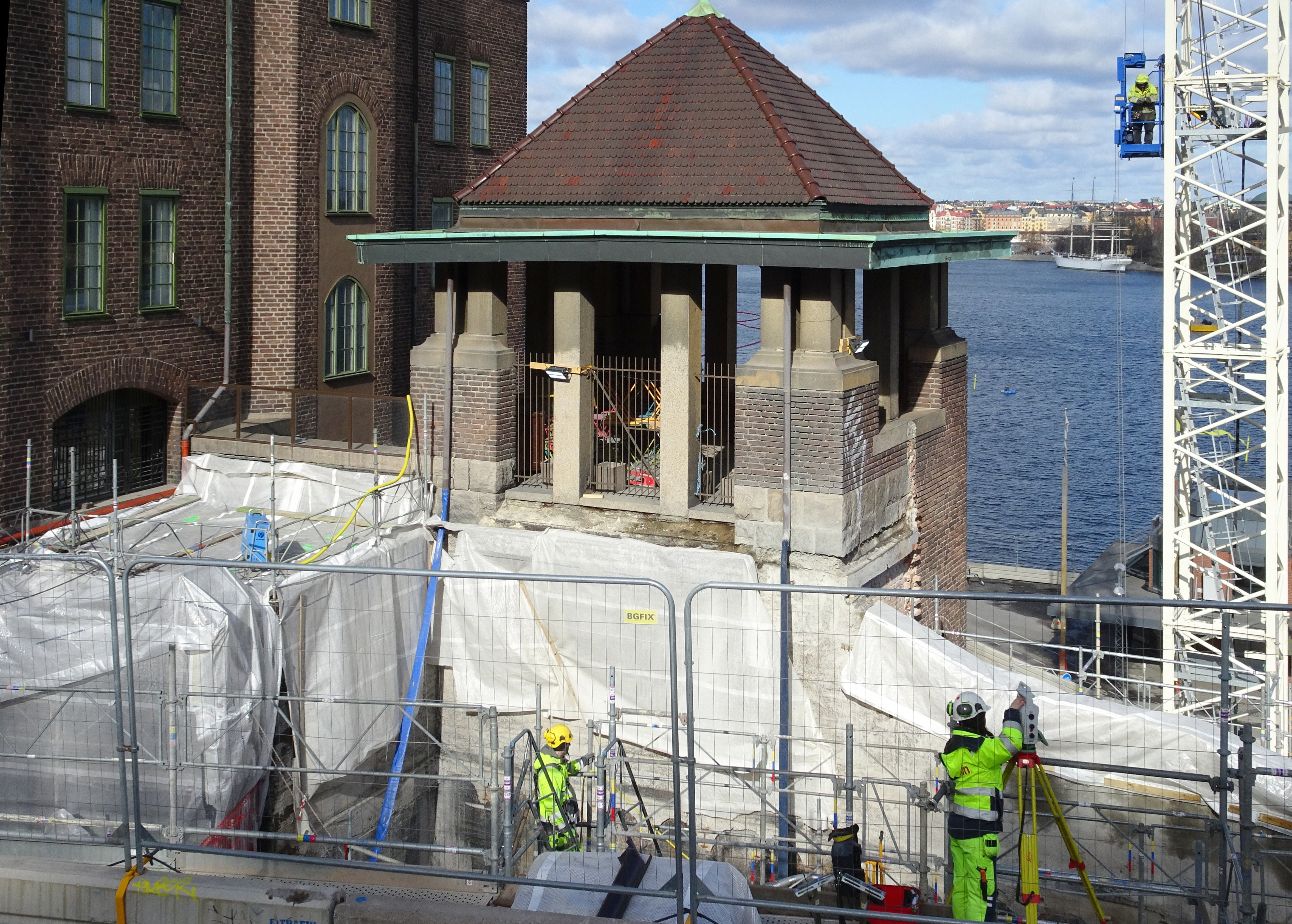
Utsiktspaviljongen under ombyggnaden.

## Andra trappor i närheten
- Borgmästartrappan
- Dihlströms trappor
- Söderbergs trappor
- Harald Lindbergs trappor